# لوندریکورت، مارن
لوندریکورت، مارن (به فرانسوی: Landricourt) یک کمون در فرانسه است که در مرن واقع شده‌است. لوندریکورت ۵٫۸۸ کیلومتر مربع مساحت و ۱۴۹ نفر جمعیت دارد و ۶۶ متر بالاتر از سطح دریا واقع شده‌است.